# تيم بف
تيم بف (بالإنجليزية: Tim Pugh)‏ هو لاعب كرة قاعدة أمريكي، ولد في 26 يناير 1967 في سووث لاك تاهوي في الولايات المتحدة.

## وصلات خارجية
- تيم بف على موقعبيزبول رفرنس.كوم (الدوري الرئيسي) (الإنجليزية)
- تيم بف على موقعبيزبول رفرنس.كوم (الدوري الثانوي) (الإنجليزية)